# Soulless
Soulless (česky Bezduchý) je třetí studiové album švédské death metalové skupiny Grave. Vydáno bylo v roce 1994 hudebním vydavatelstvím Century Media Records. Bylo nahráno ve studiu Sunlight Studio ve Stockholmu ve spolupráci s producentem Tomasem Skogsbergem. Sestava zůstala stejná jako na předchozím albu You'll Never See... z roku 1992, tzn. Ola Lindgren (kytara), Jörgen Sandström (vokály, kytara, baskytara) a Jens Paulsson (bicí).

## Seznam skladeb
1. "Turning Black" – 4:31
2. "Soulless" – 3:08
3. "I Need You" – 4:18
4. "Bullets Are Mine" – 3:43
5. "Bloodshed" – 4:11
6. "Judas" – 3:00
7. "Unknown" – 3:37
8. "And Here I Die (Satisfied)" – 3:40
9. "Genocide" – 3:46
10. "Rain" – 4:08
11. "Scars" – 5:32

## Sestava
- Ola Lindgren – kytara
- Jörgen Sandström – vokály, kytara, baskytara
- Jens Paulsson – bicí